# (10242) Wasserkuppe
(10242) Wasserkuppe ist ein Asteroid des Hauptgürtels, der nach der Wasserkuppe, dem höchsten Berg in der Rhön, benannt wurde. Das Objekt wurde am 24. September 1960 von Cornelis Johannes van Houten, Ingrid van Houten-Groeneveld und Tom Gehrels am Palomar-Observatorium (IAU-Code 675) in Kalifornien entdeckt.
Der Asteroid gehört zur Nysa-Gruppe, einer nach (44) Nysa benannten Gruppe von Asteroiden, die auch als Hertha-Familie bekannt ist (nach (135) Hertha).